# Charles Rosalie de Rohan-Chabot
 (janvier 2022).
Charles Rosalie de Rohan-Chabot, comte de Jarnac, vicomte de Chabot, chevalier marquis de Soubran, seigneur de Clion, Maroite, Brassac, co-seigneur des châtellenies de Montagrier et du Chapdeuil, est né le 9 juillet 1740 à Paris, et est mort en août 1813 à Londres.

## Histoire
Il est fils du comte Guy-Auguste de Rohan-Chabot (1683-1760), comte de Maillé-Seizploue, dit le Chevalier de Rohan (célèbre pour son altercation avec Voltaire), et de Marie-Yvonne-Sylvie du Breil de Rays (1712-1740).
Il descend de Guy Chabot, baron de Jarnac (auteur de la fameuse botte dite « coup de Jarnac »), et est l'arrière-petit-fils d’Henri de Chabot, 2e duc de Rohan par son union avec Marguerite de Rohan, pair de France.
Il épouse en décembre 1759, Guyonne Hyacinthe de Pons, fille de Charles Philippe de Pons, marquis de Saint-Maurice et de Marie Charlotte Lallemand de Betz.
Ils auront une fille, Adélaïde Louise Guyonne Chabot de Jarnac, née le 18 janvier 1761, appelée Mademoiselle de Jarnac, mariée en 1778 à Boniface de Castellane, comte de Castellane-Novejan (✝1837). Ils seront les parents de Boniface, comte de Castellane, maréchal de France et pair de France.
Son épouse étant morte en couches à l'âge de 17 ans, le comte de Jarnac se remarie 15 ans plus tard, en 1776, en Irlande avec Elizabeth Smith, alors âgée de 18 ans, puis dans la chapelle du château de Jarnac, le 3 février 1777.
Ils auront un fils, Louis Guy Charles Guillaume de Rohan-Chabot, né à Jarnac en 1780, vicomte de Chabot, qui s’engagera à 14 ans dans l’armée anglaise. Bien qu’ayant gardé la nationalité française, il devient à 23 ans colonel du 9e dragons, et combattra les armées de Napoléon Ier, en Hollande, Portugal et Espagne, sous les ordres de Wellington. Il deviendra maréchal de camp et membre de la Chambre des pairs en 1835.
Le comte Charles Rosalie sera reçu, en 1753, à 13 ans, dans les mousquetaires noirs de la Garde du Roi, où il restera jusqu’en 1758, année où il est envoyé comme capitaine dans le régiment Royal Étranger Cavalerie, commandé par son frère aîné le comte de Chabot, depuis duc de Rohan.
En 1758, à la mort de Louis Auguste de Rohan-Chabot, il hérite de la terre de Jarnac et en sera le dernier comte.
Il obtient en 1762 un régiment de dragons de son nom, le régiment de Jarnac-Dragons, dont il est colonel.
De 1772 à 1780, le comte fait réaliser de grands travaux d’embellissement du château, sous la houlette de l’architecte François-Nicolas Pineau, petit-fils de Nicolas Pineau, ancien de Jarnac-Dragons et nommé architecte du comte d’Artois. À cette époque, sa terre de Jarnac est considérable; elle est composée « de 15 paroisses et 2 enclaves qui contiennent ensemble 115 villages, 45 vassaux notables et 11 000 habitants. La justice est exercée par un juge, 12 procureurs d’office et un greffier. » (Recueil d’observations de Munier).
En 1781, Charles Rosalie est nommé maréchal des camps et armées du roi, puis commandant en troisième du pays d’Aunis et des provinces de Saintonge et d’Angoumois, inspecteur et commandant de la 15e division de cavalerie de l’armée, mais ne quitte plus Jarnac. En 1789, il vient d'être nommé inspecteur de la 15e division de Cavalerie des provinces de Poitou, Angoumois, Aunis et Saintonge et à ce titre dispose des troupes pour le maintien de l'ordre pendant la période de disette des 6 premiers mois de 1789.
Il participe activement à la mise en œuvre des élections pour les états généraux d'Angoumois, assiste au début de l'assemblée de la noblesse d'Angoumois. Mais déçu de ne pas voir ses idées avancées prises en compte dans le cahier de la noblesse d'Angoumois, et conscient que le temps de sa suzeraineté vient de finir, il se retire de l'assemblée avant même l'élection des députés pour les États Généraux.
En septembre 1790, sentant qu’il n’est plus rien dans le domaine de ses ancêtres, il décide de partir. Il quitte la France, avec l’autorisation du roi Louis XVI, et gagne l’Irlande, mais il ne prendra jamais les armes contre la France.
Dès que l’émigration du comte est constatée officiellement, et bien que l’Irlande soit considérée comme pays ami, le domaine de Jarnac et son château sont confisqués comme bien national. Après l'Irlande, le comte vivra en exil à Twickenham, jusqu’à sa mort en août 1813.